# Pristimantis walkeri
Pristimantis walkeri es una especie de anfibio anuro de la familia Craugastoridae.

## Distribución
Esta especie es endémica de Ecuador. Habita entre los 100 y 1270 m de altitud en la llanura del Pacífico y en la vertiente occidental de la Cordillera Occidental.

## Descripción
Los machos miden de 15.3 a 17.9 mm y las hembras de 20.8 a 25.3 mm.

## Etimología
Esta especie lleva el nombre en honor a Charles Frederic Walker.

## Publicación original
- Lynch, 1974 : A new species of Eleutherodactylus (Amphibia: Leptodactylidae) from the Pacific lowlands of Ecuador. Proceedings of the Biological Society of Washington, vol. 87, n.º 33, p. 381-388[5]